# Mosermandl
Mosermandl – szczyt w grupie Radstädter Tauern, w Niskich Taurach. Leży w Austrii, w kraju związkowym Salzburg.